# Viktor Glouchkov
Pour les articles homonymes, voir Glouchkov.
Viktor Mikhaïlovitch Glouchkov (en russe : Виктор Михайлович Глушков, en ukrainien : Віктор Михайлович Глушков), né le 24 août 1923 à Rostov-sur-le-Don et mort le 30 janvier 1982 à Moscou, est le père fondateur de la technologie de l'information en Union des républiques socialistes soviétiques, notamment en Ukraine, et l'un des fondateurs de la cybernétique.

## Biographie
Viktor Glouchkov est né à Rostov-sur-le-Don, dans la République socialiste fédérative soviétique de Russie ; son père était ingénieur des mines. Il est diplômé de l'université d'État de Rostov en 1948, et en 1952 il soutient une thèse à l'université Lomonossov de Moscou sur le cinquième problème de Hilbert.
Peu de temps après, il s'intéresse à la cybernétique au sens de Norbert Wiener. En 1956, il commence à travailler en informatique à Kiev comme directeur du centre de calcul de l'académie nationale des sciences d'Ukraine, où il prend la succession de Sergueï Lebedev qui part pour Moscou. En 1958 il devient membre du parti communiste de l'Union soviétique. Le centre de calcul prend en 1962 le nom d'Institut de cybernétique de l'Académie nationale des sciences d'Ukraine, et est renommé en Institut Glouchkov après sa mort. Son premier travail à Kiev est l'amélioration de la conception des ordinateurs, et notamment le développement de l'ordinateur à tubes nommé Kiev et dont Lebedev avait jeté les bases.
Il reçoit le prix Lénine en 1964. La même année, il est élu membre de l'Académie des sciences de Russie.
Entre 1965 et 1969, Glouchkov dirige le développement de la série d'ordinateurs MIR (MIR 1 et MIR 2). Ce sont des ordinateurs de petite taille, conçus pour l'usage scientifique ou en bureau d'études, et qui possédaient des caractéristiques modernes, comme des implémentations matérielles de manipulations de calcul formel, et un écran interactif, sur lequel on pouvait corriger, à l'aide d'un crayon lumineux, des formules et des graphiques. Il a également participé au développement du super-ordinateur ES-1766 à architecture en pipeline.
Un de ses grands desseins d'application pratique de l’informatique était la création d'un système national automatisé de la gestion de l'économie (OGAS) qui devait comprendre l'installation d'un réseau d'ordinateurs pour gérer l'allocation des ressources et des informations entre organisations chargées de la gestion de l'économie nationale ; ce système aurait pu représenter une forme élaborée de la planification socialiste de l’économie. Ce projet ambitieux et prémonitoire, mais en avance sur la technologie disponible en son temps, a été proposé et élaboré pour la première fois en 1962. Il n'a pas été retenu, et a été officiellement abandonné au début des années 1970.
Glouchkov a fondé une chaire de cybernétique théorique et méthodes de contrôle optimal, basée à Kiev, et dépendant de l'institut de physique et de technologie de Moscou en 1967, et une chaire de cybernétique théorique à l'université nationale Taras-Chevtchenko de Kiev in 1969.

## Travaux
Glouchkov est considéré comme le fondateur de l'informatique et de la cybernétique en Union soviétique. Ses travaux scientifiques comportent des contributions théoriques, notamment à la théorie des automates et à l'intelligence artificielle. Son livre à ce sujet, intitulé Synthesis of Digital Automata, devient un ouvrage de référence. Une méthode de construction d'un automate fini à partir d'une expression régulière porte le nom de construction de Glushkov.
Glouchkov travaille aussi sur l'architecture des ordinateurs, et sur l'architecture en pipeline. Son influence scientifique s'étend à de nombreux autres domaines de l’informatique théorique. Auteur prolifique, il publie près de 800 travaux.

## Honneurs et distinctions
- Membre de l'Académie nationale des sciences d'Ukraine à partir de 1961[5] et son vice-président à partir de 1964.
- Membre de l'Académie des sciences de Russie à partir de 1964[6].
- Prix Lénine, 1964
- Ordre de Lénine, 1967, 1975
- Prix Staline, 1968, 1977
- Héros du travail socialiste, 1969
- Prix de l'État d'Ukraine, 1970, 1981
- Ordre de la Révolution d'Octobre, 1973
- Computer Pioneer Award de l'IEEE, 1996[7].
- Membre de l'académie polonaise des sciences et de l’académie bulgare des sciences, de l'académie des sciences de la RDA et de la Leopoldina.
- Glouchkov fut orateur invité au congrès international des mathématiciens à Moscou en 1966.
- L'institut de cybernétique de l'académie nationale des sciences d'Ukraine, qu'il a fondé, porte son nom.